# Els consells del Dr. Bird per a poetes tristos
Els consells del Dr. Bird per a poetes tristos (títol original en anglès, Dr. Bird's Advice for Sad Poets) és una pel·lícula de comèdia dramàtica estatunidenca del 2021 escrita i dirigida per Yaniv Raz i protagonitzada per Lucas Jade Zumann, Taylor Russell, Chase Stokes, Lisa Edelstein, David Arquette i Jason Isaacs. Està basat en la novel·la homònima d'Evan Roskos. S'ha doblat i subtitulat al català.
La pel·lícula es va estrenar sota demanda el 12 de gener de 2021.

## Repartiment
- Lucas Jade Zumann com a James Whitman
- Michael H. Cole com el poeta Walt Whitman
- Taylor Russell com a Sophie, l'amiga d'en James
- Lily Donoghue com a Jorie, la germana d'en James
- Jason Isaacs com a Carl, el pare d'en James
- Lisa Edelstein com a Elly, la mare d'en James
- Odiseas Georgiadis com a Kwame, l'amic d'en James
- Tom Wilkinson com la veu del Dr. Bird
- David Arquette com a Xavier, líder d'un culte
- Chase Stokes com a Martin, el xicot de la Sophie per un moment
- Milo Wesley com el Baró, un estudiant amanerat
- Brendan Clifford com a Mr. Marcus, un profe
- Roger Dale Floyd com a James nen
- YaYa Gosselin com a Jorie de nena